# NGC 5657
NGC 5657 est une galaxie spirale barrée située dans la constellation du Bouvier. Sa vitesse par rapport au fond diffus cosmologique est de 4 092 ± 16 km/s, ce qui correspond à une distance de Hubble de 60,4 ± 4,2 Mpc (∼197 millions d'al). NGC 5657 a été découverte par l'astronome américain Truman Safford en 1866.
La classe de luminosité de NGC 5657 est II et elle présente une large raie HI. De plus, c'est une galaxie à sursaut de formation d'étoiles.
NGC 5657 est une galaxie dont le noyau brille dans le domaine de l'ultraviolet. Elle est inscrite dans le catalogue de Markarian sous la cote Mrk 814 (MK 814).
À ce jour, huit mesures non basées sur le décalage vers le rouge (redshift) donnent une distance de 57,675 ± 12,092 Mpc (∼188 millions d'al), ce qui est à l'intérieur des valeurs de la distance de Hubble.

## Groupe de NGC 5653
Selon A. M. Garcia, NGC 5657 fait partie du groupe de NGC 5653. Ce groupe de galaxies compte au moins 15 membres. Les autres galaxies du groupe sont NGC 5629, NGC 5635, NGC 5639, NGC 5641, NGC 5642, NGC 5653, NGC 5659, NGC 5672, NGC 5709 (=NGC 5703), NGC 5735, IC 4397, UGC 9253, UGC 9268 et UGC 9302.